# J. League Division 2 2013
La J. League Division 2 2013 fue la decimoquinta temporada de la J. League Division 2. Contó con la participación de veintidós equipos. El torneo comenzó el 3 de marzo y terminó el 24 de noviembre de 2013.
Los nuevos participantes fueron, por un lado, los equipos descendidos de la J. League Division 1: Vissel Kobe, que había ascendido en la temporada 2006, Gamba Osaka, que hizo su debut en el torneo, y Consadole Sapporo, cuya última oportunidad en la J. League Division 2 había sido en 2011. Por otro lado, el que ascendió de la Japan Football League: V-Varen Nagasaki, que también tuvo su primera participación en este certamen.
El campeón fue Gamba Osaka, por lo que ascendió a Primera División. Por otra parte, salió subcampeón Vissel Kobe, quien también ganó su derecho a disputar la J. League Division 1. Además, Tokushima Vortis ganó el torneo reducido por el tercer ascenso, de manera tal que se transformó en el último ascendido a la máxima categoría.
En lo que se refiere a descensos, Gainare Tottori perdió la promoción con Kamatamare Sanuki, el subcampeón de la Japan Football League 2013, y pasó a disputar la J3 League tras estar dos años en la segunda liga japonesa.

## Ascensos y descensos
| Pos  | Descendidos de la J. League Division 2 2012 |
| ---- | ------------------------------------------- |
| 22.º | Machida Zelvia                              |

| Torneo | Ascendidos a la J. League Division 2 2013 |
| ------ | ----------------------------------------- |
| JFL    | V-Varen Nagasaki                          |

| Pos | Ascendidos a la J. League Division 1 2013 |
| --- | ----------------------------------------- |
| 1.º | Ventforet Kofu                            |
| 2.º | Shonan Bellmare                           |
| 6.º | Oita Trinita                              |

| Pos  | Descendidos de la J. League Division 1 2012 |
| ---- | ------------------------------------------- |
| 16.º | Vissel Kobe                                 |
| 17.º | Gamba Osaka                                 |
| 18.º | Consadole Sapporo                           |

## Reglamento de juego
El torneo se disputó en un formato de todos contra todos a ida y vuelta, de manera tal que cada equipo debió jugar un partido de local y uno de visitante contra sus otros veintiún contrincantes. Una victoria se puntuaba con tres unidades, mientras que el empate valía un punto y la derrota, ninguno.
Para desempatar se utilizaron los siguientes criterios:
1. Puntos
2. Diferencia de goles
3. Goles anotados
4. Resultados entre los equipos en cuestión
5. Desempate o sorteo

Los dos equipos con más puntos al final del campeonato ascenderían a la J. League Division 1 2014.
El tercer ascenso fue determinado por un torneo reducido de dos rondas entre los equipos ubicados de la 3.ª a la 6.ª posición. En las semifinales jugarían el tercero contra el sexto por un lado y el cuarto contra el quinto por el otro; el mejor clasificado en la temporada sería local. En caso de empate en los 90 minutos, el club con mejor colocación en la J. League Division 2 avanzaría de ronda. La final tuvo lugar en el Estadio Nacional de Tokio, y el ganador ascendería a la J. League Division 1 2014.
Un máximo de dos equipos podía descender a la J3 League para el 2014. Las circunstancias dependieron del número de cuadros elegibles para el ascenso en los dos primeros lugares de la Japan Football League 2013. En el caso de que los dos conjuntos estuvieran habilitados para poder jugar en la segunda división, el campeón de la tercera categoría sería promovido directamente, mientras que el último de la J. League Division 2 descendería automáticamente; al mismo tiempo, se jugarían dos partidos entre el anteúltimo de la segunda divisional y el subcampeón de la JFL. Si sólo había un equipo elegible para el ascenso entre los dos mejores clubes de la JFL, éste ascendería solamente en caso de ser el ganador del torneo, al mismo tiempo que el último de la segunda liga descendería instantáneamente; de otro modo, se llevarían a cabo dos juegos con el último de la segunda división.

## Tabla de posiciones
| Pos. | Equipo              | Pts. | PJ | G  | E  | P  | GF | GC | Dif. | Ascenso o descenso                                       |
| ---- | ------------------- | ---- | -- | -- | -- | -- | -- | -- | ---- | -------------------------------------------------------- |
| 1    | Gamba Osaka (C)     | 87   | 42 | 25 | 12 | 5  | 99 | 46 | +53  | Ascendido a J. League Division 1 2014                    |
| 2    | Vissel Kobe         | 83   | 42 | 25 | 8  | 9  | 78 | 41 | +37  | Ascendido a J. League Division 1 2014                    |
| 3    | Kyoto Sanga         | 70   | 42 | 20 | 10 | 12 | 68 | 46 | +22  | Reducido por el 3.er ascenso a J. League Division 1 2014 |
| 4    | Tokushima Vortis    | 67   | 42 | 20 | 7  | 15 | 56 | 51 | +5   | Reducido por el 3.er ascenso a J. League Division 1 2014 |
| 5    | JEF United Chiba    | 66   | 42 | 18 | 12 | 12 | 68 | 49 | +19  | Reducido por el 3.er ascenso a J. League Division 1 2014 |
| 6    | V-Varen Nagasaki    | 66   | 42 | 19 | 9  | 14 | 48 | 40 | +8   | Reducido por el 3.er ascenso a J. League Division 1 2014 |
| 7    | Matsumoto Yamaga    | 66   | 42 | 19 | 9  | 14 | 54 | 54 | 0    |                                                          |
| 8    | Consadole Sapporo   | 64   | 42 | 20 | 4  | 18 | 60 | 49 | +11  |                                                          |
| 9    | Tochigi S.C.        | 63   | 42 | 17 | 12 | 13 | 61 | 55 | +6   |                                                          |
| 10   | Montedio Yamagata   | 59   | 42 | 16 | 11 | 15 | 74 | 61 | +13  |                                                          |
| 11   | Yokohama F.C.       | 58   | 42 | 15 | 13 | 14 | 49 | 46 | +3   |                                                          |
| 12   | Fagiano Okayama     | 56   | 42 | 13 | 17 | 12 | 52 | 48 | +4   |                                                          |
| 13   | Tokyo Verdy         | 56   | 42 | 14 | 14 | 14 | 52 | 58 | −6   |                                                          |
| 14   | Avispa Fukuoka      | 56   | 42 | 15 | 11 | 16 | 47 | 54 | −7   |                                                          |
| 15   | Mito HollyHock      | 55   | 42 | 14 | 13 | 15 | 50 | 58 | −8   |                                                          |
| 16   | Giravanz Kitakyushu | 49   | 42 | 13 | 10 | 19 | 50 | 60 | −10  |                                                          |
| 17   | Ehime F.C.          | 47   | 42 | 12 | 11 | 19 | 43 | 52 | −9   |                                                          |
| 18   | Kataller Toyama     | 44   | 42 | 11 | 11 | 20 | 45 | 59 | −14  |                                                          |
| 19   | Roasso Kumamoto     | 43   | 42 | 10 | 13 | 19 | 40 | 70 | −30  |                                                          |
| 20   | Thespakusatsu Gunma | 40   | 42 | 9  | 13 | 20 | 43 | 61 | −18  |                                                          |
| 21   | F.C. Gifu           | 37   | 42 | 9  | 10 | 23 | 37 | 80 | −43  |                                                          |
| 22   | Gainare Tottori     | 31   | 42 | 5  | 16 | 21 | 38 | 74 | −36  | Promoción J2/JFL                                         |

 Fuente: J. League Data Site: 2013 J.LEAGUE Division 2 League table
Criterios de clasificación: 1) puntos; 2) diferencia de goles; 3) número de goles marcados; 4) resultados entre los equipos en cuestión.

## Torneo reducido por el tercer ascenso

### Cuadro de desarrollo
|  | Semifinales | Semifinales      | Semifinales |                  |   | Final       | Final | Final |  |
|  |             |                  |             |                  |   |             |       |       |  |
|  |             |                  |             |                  |   |             |       |       |  |
|  | 3           | Kyoto Sanga      | 0           |                  |   |             |       |       |  |
|  | 3           | Kyoto Sanga      | 0           |                  |   |             |       |       |  |
|  | 6           | V-Varen Nagasaki | 0           |                  |   |             |       |       |  |
|  | 6           | V-Varen Nagasaki | 0           |                  | 3 | Kyoto Sanga | 0     |       |  |
|  |             |                  |             |                  | 3 | Kyoto Sanga | 0     |       |  |
|  |             |                  | 4           | Tokushima Vortis | 2 |             |       |       |  |
|  | 4           | Tokushima Vortis | 4           | Tokushima Vortis | 2 | 1           |       |       |  |
|  | 4           | Tokushima Vortis |             |                  |   | 1           |       |       |  |
|  | 5           | JEF United Chiba | 1           |                  |   |             |       |       |  |
|  | 5           | JEF United Chiba | 1           |                  |   |             |       |       |  |
|  |             |                  |             |                  |   |             |       |       |  |

### Semifinales
| 1 de diciembre de 2013, 14:04 (UTC+9) | Kyoto Sanga | 0:0     | V-Varen Nagasaki | Estadio Nishikyogoku, Kioto                            |                                                        |
|                                       |             | Reporte |                  | Asistencia: 12.387 espectadores Árbitro(s): Ryūji Satō | Asistencia: 12.387 espectadores Árbitro(s): Ryūji Satō |

| 1 de diciembre de 2013, 14:04 (UTC+9) | Tokushima Vortis | 1:1 (1:1) | JEF United Chiba | Estadio Pocarisweat, Naruto                                   |                                                               |
|                                       | Douglas 37'      | Reporte   | Yamaguchi 40'    | Asistencia: 9.301 espectadores Árbitro(s): Toshimitsu Yoshida | Asistencia: 9.301 espectadores Árbitro(s): Toshimitsu Yoshida |

### Final
| 8 de diciembre de 2013, 15:30 (UTC+9) | Kyoto Sanga | 0:2 (0:2) | Tokushima Vortis           | Estadio Nacional, Tokio                                        |                                                                |
|                                       |             | Reporte   | Chiyotanda 39' · Tsuda 43' | Asistencia: 23.266 espectadores Árbitro(s): Nobutsugu Murakami | Asistencia: 23.266 espectadores Árbitro(s): Nobutsugu Murakami |

Tokushima Vortis se transformó en el tercer ascendido a la J. League Division 1 2014.

## Promoción J2/JFL
| 1 de diciembre de 2013, 13:03 (UTC+9) | Kamatamare Sanuki | 1:1 (0:0) | Gainare Tottori | Estadio Pikara, Marugame                                 |                                                          |
|                                       | Takahashi 47'     | Reporte   | Mori 50'        | Asistencia: 5.793 espectadores Árbitro(s): Yōsuke Kubota | Asistencia: 5.793 espectadores Árbitro(s): Yōsuke Kubota |

| 8 de diciembre de 2013, 13:04 (UTC+9) | Gainare Tottori | 0:1 (0:1) | Kamatamare Sanuki | Estadio Tottori Bank Bird, Tottori                            |                                                               |
|                                       |                 | Reporte   | Takahashi 20'     | Asistencia: 6.313 espectadores Árbitro(s): Kōichirō Fukushima | Asistencia: 6.313 espectadores Árbitro(s): Kōichirō Fukushima |

Kamatamare Sanuki ganó por 2 a 1 en el marcador global y ascendió a la J. League Division 2 para la temporada 2014, al mismo tiempo que Gainare Tottori descendió a la J3 League.

## Campeón
|                                 |
|                                 |
| Campeón Gamba Osaka 1.er título |